# Shannonomyia (Shannonomyia) microstyla
Shannonomyia (Shannonomyia) microstyla is een tweevleugelige uit de familie steltmuggen (Limoniidae). De soort komt voor in het Neotropisch gebied.